# 41e cérémonie des People's Choice Awards
La 41e cérémonie des People's Choice Awards, organisée par Procter & Gamble, a lieu le 7 janvier 2015 et récompense les artistes, films, séries et chansons ayant le mieux servi la culture populaire en 2014. Elle est présentée par Anna Faris et Allison Janney et retransmise aux États-Unis par CBS.
Les nominations sont annoncées le 4 novembre 2014.

## Performances
- Lady Antebellum – "Freestyle"
- Fall Out Boy – "Centuries"
- Iggy Azalea – "Beg for It"

## Présentateurs des prix
- Kaley Cuoco
- Josh Gad
- Kevin Hart
- Dax Shepard
- Anthony Anderson
- Olivia Munn
- Monica Potter
- Katharine McPhee
- The Band Perry
- Ellen DeGeneres
- Beth Behrs
- Kat Dennings
- Patricia Arquette
- Thomas Lennon
- Cote de Pablo
- Lisa Edelstein
- Dave Annable
- Amy Adams
- Kevin Connolly
- Adrian Grenier
- Jerry Ferrara
- Gabrielle Union
- Portia de Rossi
- Bellamy Young
- Sarah Hyland
- Ginnifer Goodwin
- Gina Rodriguez
- Rainn Wilson

## Palmarès

### Cinéma

#### Film préféré
- Maléfique (Maleficent)
  - 22 Jump Street
  - Captain America : Le Soldat de l'hiver (Captain America: The Winter Soldier)
  - Les Gardiens de la Galaxie (Guardians of the Galaxy)
  - X-Men: Days of Future Past

#### Film d'action préféré
- Divergente
  - The Amazing Spider-Man : Le Destin d'un héros (The Amazing Spider-Man 2)
  - Captain America : Le Soldat de l'hiver (Captain America: The Winter Soldier)
  - Les Gardiens de la Galaxie (Guardians of the Galaxy)
  - X-Men: Days of Future Past

#### Film comique préféré
- 22 Jump Street
  - Famille recomposée (Blended)
  - Let's Be Cops
  - Nos pires voisins (Neighbors)
  - Triple alliance (The Other Woman)

#### Film dramatique préféré
- Nos étoiles contraires (The Fault in Our Stars)
  - The Giver
  - Heaven Is for Real
  - Si je reste (If I Stay)
  - Noé (Noah)

#### Acteur préféré
- Robert Downey Jr.
  - Hugh Jackman
  - Brad Pitt
  - Channing Tatum
  - Mark Wahlberg

#### Actrice préférée
- Jennifer Lawrence
  - Scarlett Johansson
  - Angelina Jolie
  - Melissa McCarthy
  - Emma Stone

#### Acteur dramatique préféré
- Robert Downey Jr.
  - Ben Affleck
  - George Clooney
  - Matt Damon
  - Brad Pitt

#### Actrice dramatique préférée
- Chloë Grace Moretz
  - Emma Stone
  - Meryl Streep
  - Reese Witherspoon
  - Shailene Woodley

#### Acteur comique préféré
- Adam Sandler
  - Zac Efron
  - Jonah Hill
  - Seth Rogen
  - Channing Tatum

#### Actrice comique préférée
- Melissa McCarthy
  - Drew Barrymore
  - Cameron Diaz
  - Tina Fey
  - Charlize Theron

#### Acteur d'action préféré
- Chris Evans
  - Hugh Jackman
  - Liam Neeson
  - Mark Wahlberg
  - Denzel Washington

#### Actrice d'action préféré
- Jennifer Lawrence
  - Scarlett Johansson
  - Angelina Jolie
  - Shailene Woodley
  - Zoe Saldana

#### Duo d'acteur préféré
- Shailene Woodley et Theo James dans Divergente
  - Chris Evans et Scarlett Johansson dans Captain America : Le Soldat de l'hiver (Captain America : The Winter Soldier)
  - Andrew Garfield et Emma Stone dans The Amazing Spider-Man : Le Destin d'un héros (The Amazing Spider-Man 2)
  - Jonah Hill et Channing Tatum dans 22 Jump Street
  - Shailene Woodley et Ansel Elgort dans Nos étoiles contraires (The Fault in Our Stars)

#### Film familial préféré
- Maléfique (Maleficent)
  - Alexander and the Terrible, Horrible, No Good, Very Bad Day
  - Dragons 2 (How to Train Your Dragon 2)
  - La Grande Aventure Lego (The Lego Movie)
  - Rio 2

#### Film thriller préféré
- Gone Girl
  - Annabelle
  - Dracula Untold
  - Equalizer (The Equalizer)
  - American Nightmare 2: Anarchy (The Purge: Anarchy)

### Télévision

#### Série préférée
- The Big Bang Theory
  - Game of Thrones
  - NCIS : Enquêtes spéciales (NCIS)
  - Once Upon a Time
  - The Walking Dead

#### Série comique préférée
- The Big Bang Theory
  - 2 Broke Girls
  - Modern Family
  - Mom
  - New Girl

#### Série dramatique préférée
- Grey's Anatomy
  - Chicago Fire
  - Downton Abbey
  - Revenge
  - Scandal

#### Série de science-fiction ou fantastique préférée
- Beauty and the Beast
  - Marvel : Les Agents du SHIELD (Marvel's Agents of S.H.I.E.L.D.)
  - Once Upon a Time
  - Supernatural
  - Vampire Diaries

#### Acteur comique préféré
- Chris Colfer
  - Ty Burrell
  - Jesse Tyler Ferguson
  - Ashton Kutcher
  - Jim Parsons

#### Actrice comique préférée
- Kaley Cuoco
  - Zooey Deschanel
  - Melissa McCarthy
  - Amy Poehler
  - Sofía Vergara

#### Acteur dramatique préféré
- Patrick Dempsey
  - Justin Chambers
  - Taylor Kinney
  - Dax Shepard
  - Jesse Williams

#### Actrice dramatique préférée
- Ellen Pompeo
  - Alyssa Milano
  - Hayden Panettiere
  - Emily VanCamp
  - Kerry Washington

#### Acteur de science-fiction ou fantastique préféré
- Misha Collins
  - Jensen Ackles
  - Jared Padalecki
  - Ian Somerhalder
  - Paul Wesley

#### Actrice de science-fiction ou fantastique préférée
- Kristin Kreuk
  - Nina Dobrev
  - Ginnifer Goodwin
  - Jessica Lange
  - Jennifer Morrison

#### Série comique du câble préférée
- Melissa and Joey
  - Baby Daddy
  - Cougar Town
  - Faking It
  - Young & Hungry

#### Série dramatique du câble préférée
- Pretty Little Liars
  - Bates Motel
  - Rizzoli and Isles
  - Sons of Anarchy
  - True Detective

#### Série de science-fiction ou de fantasy du câble préférée
- Outlander
  - American Horror Story: Coven
  - Doctor Who
  - Game of Thrones
  - The Walking Dead

#### Acteur du câble préféré
- Matt Bomer
  - Sean Bean
  - Eric Dane
  - Charlie Hunnam
  - William H. Macy

#### Actrice du câble préférée
- Angie Harmon
  - Kristen Bell
  - Ashley Benson
  - Courteney Cox
  - Lucy Hale

#### Série comique-dramatique préférée
- Orange Is the New Black
  - Awkward
  - Shameless
  - Suits : Avocats sur mesure (Suits)
  - FBI : Duo très spécial (White Collar)

#### Émission de compétition préférée
- The Voice
  - America's Got Talent
  - Dancing with the Stars
  - Hell's Kitchen
  - MasterChef

#### Icône préférée
- Betty White
  - Tim Allen
  - Mark Harmon
  - Katey Sagal
  - Tom Selleck

#### Duo préféré
- Nina Dobrev et Ian Somerhalder dans Vampire Diaries
  - David Boreanaz et Emily Deschanel dans Bones
  - Ginnifer Goodwin et Josh Dallas dans Once Upon a Time
  - Jared Padalecki et Jensen Ackles dans Supernatural
  - Nathan Fillion et Stana Katic dans Castle

#### Personnage disparu préféré
- Dr Cristina Yang dans Grey's Anatomy
  - Dr Lance Sweets dans Bones
  - Hershel Greene dans The Walking Dead
  - Leslie Shay dans Chicago Fire
  - Neal Cassidy dans Once Upon a Time

#### Acteur préféré dans une nouvelle série
- David Tennant
  - Benjamin McKenzie
  - Dylan McDermott
  - Laurence Fishburne
  - Scott Bakula

#### Actrice préférée dans une nouvelle série
- Viola Davis
  - Debra Messing
  - Jada Pinkett Smith
  - Octavia Spencer
  - Téa Leoni

#### Comédie à sketchs préférée
- Saturday Night Live
  - Drunk History
  - Inside Amy Schumer
  - Key & Peele
  - Kroll Show

#### Série d'animation préférée
- Les Simpson (The Simpsons)
  - American Dad!
  - Bob's Burgers
  - Les Griffin (Family Guy)
  - South Park

#### Nouvelle série comique préférée
- Jane the Virgin
  - A to Z
  - Bad Judge
  - Black-ish
  - Cristela
  - Marry Me
  - The McCarthys
  - Mulaney
  - Selfie

#### Nouvelle série dramatique préférée
- The Flash
  - Constantine
  - Forever
  - Gotham
  - Gracepoint
  - How to Get Away with Murder
  - Madam Secretary
  - NCIS : Nouvelle-Orléans
  - Red Band Society
  - Scorpion
  - Stalker

### Musique

#### Artiste masculin préféré
- Ed Sheeran
  - Blake Shelton
  - John Legend
  - Pharrell Williams
  - Sam Smith

#### Artiste féminine préférée
- Taylor Swift
  - Beyoncé
  - Iggy Azalea
  - Katy Perry
  - Sia

#### Nouvel artiste préféré
- 5 Seconds of Summer
  - Charli XCX
  - Fifth Harmony
  - Meghan Trainor
  - Sam Smith

#### Groupe préféré
- Maroon 5
  - Coldplay
  - Imagine Dragons
  - One Direction
  - OneRepublic

#### Artiste country masculin préféré
- Hunter Hayes
  - Blake Shelton
  - Brad Paisley
  - Luke Bryan
  - Tim McGraw

#### Artiste country féminine préférée
- Carrie Underwood
  - Dolly Parton
  - Faith Hill
  - Lucy Hale
  - Miranda Lambert

#### Groupe country préféré
- Lady Antebellum
  - The Band Perry
  - Florida Georgia Line
  - Rascal Flatts
  - Zac Brown Band

#### Artiste pop préféré
- Taylor Swift
  - Beyoncé
  - Jennifer Lopez
  - Jessie J
  - Sia

#### Artiste hip-hop préféré
- Iggy Azalea
  - Drake
  - Jay-Z
  - Nicki Minaj
  - T.I.

#### Artiste R&B préféré
- Pharrell Williams
  - Chris Brown
  - Jennifer Hudson
  - John Legend
  - Usher

#### Chanson préférée
- Shake It Off de Taylor Swift
  - All About That Bass de Meghan Trainor
  - Bang Bang de Jessie J, Ariana Grande et Nicki Minaj
  - Maps de Maroon 5
  - Stay with Me de Sam Smith

#### Album préféré
- X d'Ed Sheeran
  - Girl de Pharrell Williams
  - Ghost Stories de Coldplay
  - In the Lonely Hour de Sam Smith
  - My Everything d'Ariana Grande